# گالینی
گالینی (به لاتین: Galini, Cyprus) یک روستا در قبرس است که در ناحیه نیکوزیا واقع شده‌است.